# 長島一向一揆
長島一向一揆（ながしまいっこういっき）は、1570年ごろから1574年にかけての石山合戦に伴い、伊勢長島（現在の三重県桑名市、伊勢国と尾張国の境界付近）を中心とした地域で本願寺門徒らが蜂起した一向一揆。織田信長との間で大きく分けて三度に渡る激しい合戦が起こった。

## 背景
長島（現三重県桑名市）はもともと「七島（ななしま）」であり、尾張国と伊勢国の国境にある木曽川・揖斐川・長良川の河口付近の輪中地帯を指す。幾筋にも枝分かれした木曽川の流れによって陸地から隔絶された地域で、伊勢国桑名郡にあったが、『信長公記』に「尾州河内長島」とあるように尾張国河内郡とも認識されていた。
1501年（文亀元年）、杉江の地に願証寺が創建され、蓮如の六男・蓮淳が住職となった。以後、本願寺門徒は地元の国人領主層を取り込み、地域を完全に支配し、後に長島の周りに防衛のため中江砦・大鳥居砦などを徐々に増設し武装化した。
この付近には願証寺をはじめ数十の寺院・道場が存在し、本願寺門徒が大きな勢力を持っていた。伊勢尾張美濃の農民漁民10万人の信徒が勢力下で勢力は10万石規模であった。一種の自治勢力であった。ここの実力者の1人・服部友貞は「河内一郡は二の江の坊主服部左京進 横領して御手に属さず」、1560年（永禄3年）の桶狭間の戦いの時には今川義元に呼応して信長を攻撃しようとしている。1561年（永禄4年）、織田信長は尾張を統一したと認識されているが、この長島は支配していなかった。
1567年（永禄10年）8月、信長は稲葉山城を落として美濃国を平定したが（稲葉山城の戦い）、城を落とされた斎藤龍興は「河内長島」へ逃げ込んだという。直後、信長は龍興を追って伊勢へ侵攻し、長島を攻撃した。その上で北伊勢の在地領主を服属させた。この年11月、顕如は信長に美濃・伊勢を平定したことを祝う書状を送っており、まだ信長と敵対したわけではなかった。
1569年（永禄12年）、信長は北畠家が守る大河内城などを攻撃し（大河内城の戦い）、伊勢をほぼ支配下に置いた。

## 蜂起
1570年（元亀元年）9月、本願寺の反信長蜂起（石山合戦）に伴って、当時の願証寺住持証意や本願寺の坊官下間頼成の檄文によって長島でも門徒が一斉に蜂起、またこれに呼応して「北勢四十八家」と呼ばれた北伊勢の小豪族も一部が織田家に反旗を翻し一揆に加担した。大坂より派遣された坊官の下間頼旦らに率いられた数万に及ぶ一揆衆は、伊藤氏が城主を務める長島城を攻め落とし城を奪うと、続けて11月には織田信興の守る尾張・小木江城を攻撃。信興を自害させ城を奪取し、さらに桑名城の滝川一益を敗走させた。
この頃、信長は近江国で朝倉氏・浅井氏と対陣しており（志賀の陣）、救援に赴くことができなかった。同年12月、信長は朝倉・浅井と和睦し、兵を引いた。

## 鎮圧

### 第一次長島侵攻
1571年（元亀2年）2月、近江国・佐和山城の磯野員昌が信長に城を明け渡して退却。5月には横山城の木下秀吉が、約500の寡兵で浅井井規率いる一揆勢約5000を破るなど、近江では織田軍が優位に立った。ここで信長は北伊勢への出陣を決める。
5月12日、信長は5万の兵を率いて伊勢に出陣。軍団は三手に分かれて攻め入った。
- 信長本隊、津島に着陣。
- 佐久間信盛軍団、中筋口から攻め入る。
  - （浅井政貞・山田勝盛・長谷川与次・和田定利・中嶋豊後守など尾張衆が中心）
- 柴田勝家軍団、西河岸の太田口
  - （氏家卜全・稲葉良通・安藤定治・不破光治・市橋長利・飯沼長継・丸毛長照・塚本小大膳など美濃衆が中心）

織田軍は周辺の村々に放火。5月16日にはひとまず軍を退こうとした。
これを見た一揆勢は山中に移動し、撤退の途中の道が狭い箇所に弓兵・鉄砲兵を配備して待ちうけた。信長本隊と佐久間軍はすぐに兵を退くことが出来たが、殿軍の柴田勝家が負傷。勝家に代わって殿をつとめた氏家卜全と、その家臣数名が討ち死にした。
この一戦により、長島一向一揆はこれまでの圧倒的物量で押し切る一揆とは違い、撤退路での伏兵といった作戦行動を取るなど、防衛能力の高さを織田家に知らしめた。また桑名方面から海路を使って雑賀衆らの人員や兵糧・鉄砲などの物資が補給されていた為、伊勢湾の制海権を得ることも長島攻略には欠かせない要素であり、信長は長島に対しての侵攻作戦内容の再考を余儀なくされた。

### 第二次長島侵攻

#### 合戦の経過
1573年（天正元年）8月に浅井長政・朝倉義景を滅亡させた織田家であったが9月には信長は二度目の長島攻めを各将に通達した。
今回は出陣の前に前回の反省から水路を抑えるために次男北畠具豊（織田信雄）に命じて伊勢大湊での船の調達も事前に命じていたが、こちらは大湊の会合衆が要求を渋り、難航していた。信長からも北畠具教・具房父子を通じて会合衆に働きかけたがこれも不調に終わる。それでも織田軍は予定通り9月中に二度目の長島攻撃を敢行した。
9月24日、信長をはじめとする数万の軍勢が北伊勢に出陣。25日に太田城に着陣し、26日には一揆勢の篭る西別所城を佐久間信盛・羽柴秀吉・丹羽長秀・蜂屋頼隆らが攻め立て、陥落させた。柴田勝家・滝川一益らも坂井城を攻略し、10月6日には降服させた。二人は続けて近藤城を金掘り衆を使って攻め、立ち退かせた。
10月8日には信長は本陣を東別所に移動し、この時には萱生城・伊坂城の春日部氏、赤堀城の赤堀氏、桑部南城の大儀須氏、千種城の千種氏、長深城の富永氏などが相次いで降服し、信長に人質を送って恭順の意を示した。しかし白山城の中島将監は顔を見せなかったため、佐久間信盛・蜂屋頼隆・丹羽長秀・羽柴秀吉の4人に命じて金掘り攻めをさせ、退散させた。
ただ、大湊の船の調達作業はこの時期に至っても進捗状況が芳しくなく、今回は長島への直接攻撃は見送らざるを得なかった。信長は北伊勢の諸城の中で最後まで抵抗する中島将監の白山城を佐久間信盛・羽柴秀吉・丹羽長秀・蜂屋頼隆らに攻めさせて落城させると、10月25日には矢田城に滝川一益を入れ美濃へと帰陣を開始した。

#### 一揆勢の追撃
退く最中、門徒側が多芸山で待ち伏せし、またもや弓・鉄砲で攻撃を仕掛けてきた。中には伊賀・甲賀の兵もいたという。信長は林通政を殿軍としたが、折悪く雨が降り出して火縄銃が使用不可となってしまい、白兵戦となった。林通政が討ち取られ、また正午過ぎからの風雨で人足がいくらか凍え死にするなどの損害を出したが、通政や毛屋猪介らの部隊の奮戦によって夜に信長は一揆勢を振り切って大垣城へと到着。10月26日には岐阜へと帰還した。

#### 湊の取り締まり
大湊での船の調達が失敗した背景には織田家より長島に肩入れをする会合衆の姿勢にも要因があった。こうした中で大湊が長島の将、日根野弘就の要請に応じて足弱衆（女や子供）の運搬のため船を出していたことが判明した。
この事実を知った信長は激怒し、「曲事であるので（日根野に与した）船主共を必ず成敗すること」を命じ、山田三方の福島親子が処刑された。信長は福島親子の処刑によって「長島に与すことは死罪に値する重罪である」と伊勢の船主達に知らしめ、長島への人員・物資補充の動きを強く牽制した。

### 第三次長島侵攻
1574年（天正2年）6月23日、信長は美濃から尾張国津島に移り三度目の長島攻めのため大動員令を発し、織田領の全域から兵を集め、7月には陣容が固まり陸と海からの長島への侵攻作戦が開始された。
陸からは東の市江口から織田信忠の部隊、西の賀鳥口からは柴田勝家の部隊、中央の早尾口からは信長本隊の三隊が、さらに海からは九鬼嘉隆などが動員され、畿内で政務にあたる明智光秀や越前方面の抑えに残された羽柴秀吉など一部を除いて主要な将のほとんどが参陣し、7-8万という織田家でも過去に例を見ない大軍が長島攻略に注ぎ込まれた。主な陣容は以下の通り。
- 市江口

織田信忠、長野信包、織田秀成、織田長利、織田信成、織田信次、斎藤利治、簗田広正、森長可、坂井越中守、池田恒興、長谷川与次、山田勝盛、梶原景久、和田定利、中嶋豊後守、関成政、佐藤秀方、市橋伝左衛門、塚本小大膳
- 賀鳥口

柴田勝家、佐久間信盛、稲葉良通、稲葉貞通、蜂屋頼隆
- 早尾口

織田信長、羽柴秀長、浅井政貞、丹羽長秀、氏家直通、安藤守就、飯沼長継、不破光治、不破勝光、丸毛長照、丸毛兼利、佐々成政、市橋長利、前田利家、中条家忠、河尻秀隆、織田信広、飯尾尚清
- 水軍

九鬼嘉隆、滝川一益、伊藤実信、水野守隆、島田秀満、林秀貞、北畠具豊（織田信雄）、佐治信方
※上記の他にも参陣武将は多数存在し神戸信孝、水野信元らの参陣も信長公記などで確認できる。
7月14日、まず陸から攻める三部隊が兵を進め、賀鳥口の部隊が松之木の対岸の守備を固めていた一揆勢を一蹴した。同日中に早尾口の織田本隊も小木江村を固めていた一揆勢を破り、篠橋砦を羽柴秀長・浅井政貞に攻めさせ、こだみ崎に船を集めて堤上で織田軍を迎え討とうとした一揆勢も丹羽長秀が撃破し、前ヶ須・海老江島・加路戸・鯏浦島の一揆拠点を焼き払って五明（現愛知県弥富市五明）へと移動しここに野営した。
翌7月15日には九鬼嘉隆の安宅船を先頭とした大船団が到着。蟹江・荒子・熱田・大高・木多・寺本・大野・常滑・野間・内海・桑名・白子・平尾・高松・阿濃津・楠・細頸など尾張から集められた兵を乗せて一揆を攻め立てた。また、織田信雄も垂水・鳥屋尾・大東・小作・田丸・坂奈井など伊勢から集められた兵を大船に乗せて到着し、長島を囲む大河は織田軍の軍船で埋め尽くされた。
海陸、東西南北四方からの織田軍の猛攻を受けた諸砦は次々と落とされ、一揆衆は長島・屋長島・中江・篠橋・大鳥居の5つの城に逃げ込んだ。
大鳥居城・篠橋城は、織田信雄・信孝らに大鉄砲で砲撃され、降伏を申し出てきたが、信長は断固として許さず兵糧攻めにしようとした。8月2日夜中、大鳥居城の者たちが城を抜け出したところを攻撃して男女1,000人ほどを討ち取り、大鳥居城は陥落した。
8月12日、篠橋城の者たちが「長島城で織田に通じる」と約束してきた。この約束は偽りであり、兵糧が尽きた為、長島城へ移りたいが為の方便だったが、兵糧攻めを狙う織田方にしてみれば、攻略中の城が減り、長島城の人数が増えるのは好都合であった為、織田軍はその要求を受け入れ、篠橋城を出た一向宗たちを長島城へ追い入れた。この後も長島には何の動きも起こらず籠城戦が続いたが、人数が増えたせいで兵糧の減りが早まり、結果的に城中では多くの者が餓死した。
兵糧攻めに耐えきれなくなった長島城の者たちは、9月29日、降伏を申し出て長島から船で退去しようとしたが、信長は許さず鉄砲で攻撃し、この時に顕忍や下間頼旦を含む門徒衆多数が射殺、あるいは斬り捨てられた。これに怒った一揆衆800余が、織田軍の手薄な箇所（織田一門衆の一部の隊等）へ、裸になって抜刀するという捨て身で反撃を仕掛けた。『日本史』によれば、これは伏兵だったという。これによって信長の庶兄である織田信広や弟の織田秀成など、多くの織田一族が戦死し、700 - 800人（『信長公記』）または1,000人（『フロイス日本史』）ほどの被害が出た。ここで包囲を突破した者は、無人の陣小屋で仕度を整え、多芸山や北伊勢方面経由で大坂へと逃亡した。
この痛撃を受けて怒り心頭の信長は、残る屋長島・中江の2城は幾重にも柵で囲み、ことごとく火攻めにした。城中の2万の男女が焼け死んだという。同日、信長は岐阜に向け帰陣した。
こうして、門徒による長島輪中の自治領は完全に崩壊、長島城は滝川一益に与えられた。

## 討死した主な織田側の将
一揆蜂起時
- 織田信興

第一次長島侵攻時
- 氏家卜全
- 蜂須賀正元（正勝の弟）

第二次侵攻時
- 林通政

第三次侵攻時
- 小瀬清長
- 織田信次
- 織田信直
- 織田信広
- 織田信成
- 織田信昌
- 織田秀成
- 佐々松千代丸（佐々成政の長男）
- 佐治信方
- 平手久秀
- 山田勝盛
- 和田定利

## 長島一向一揆に与した主な人物
- 証意（佐玄、願証寺4世）
- 顕忍（佐尭、願証寺5世）
- 空明（香取法泉寺11世）
- 下間頼旦
- 下間頼成
- 斎藤龍興（第二次長島侵攻の前に脱退）
- 長井道利（元亀2年（1571年）戦死）

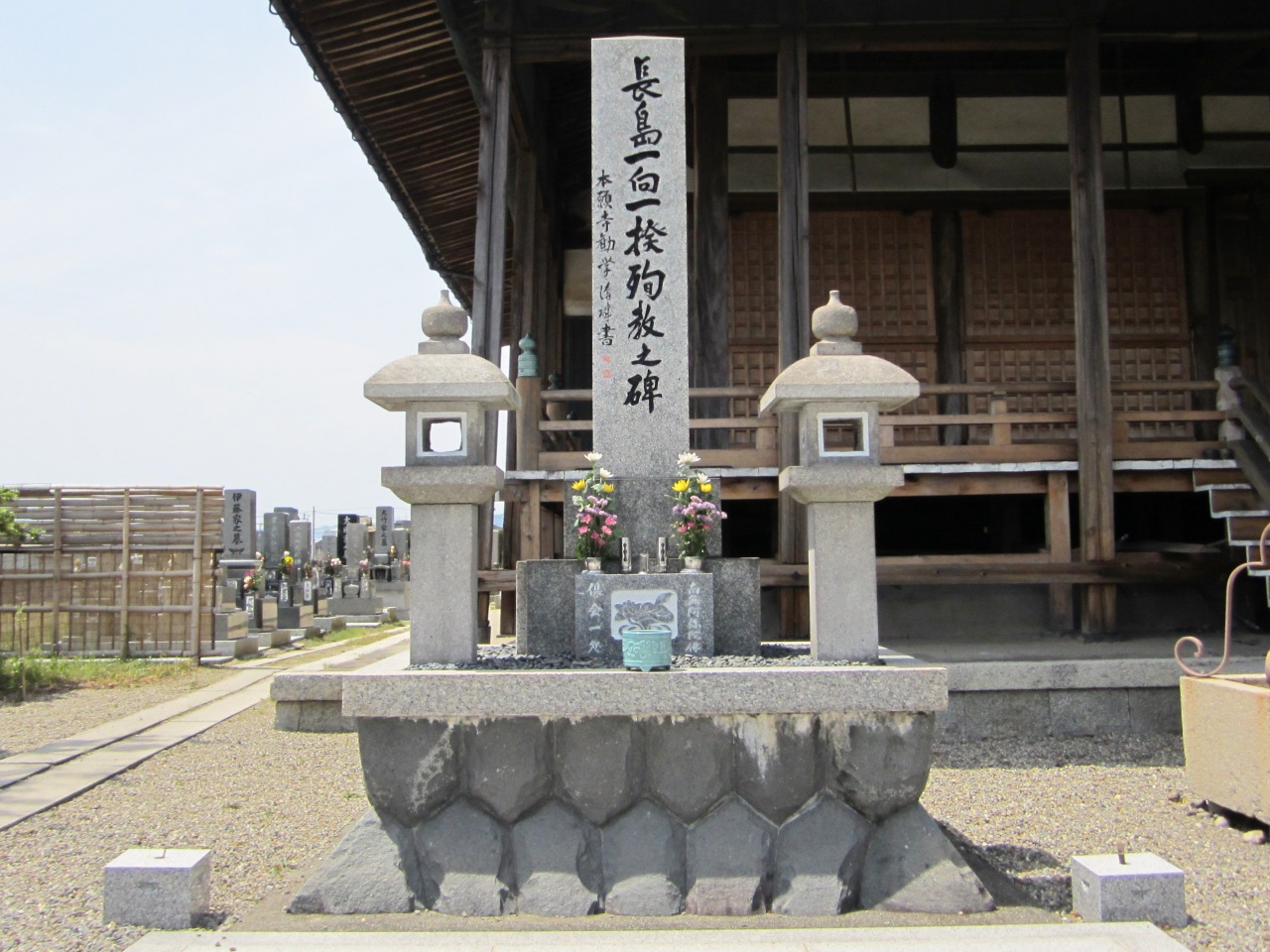
三重県桑名市長島町又木の願證寺境内にある長島一向一揆殉教之碑。1975年（昭和50年）に一向一揆400年追悼法要が、同寺で行われた。

- 日根野弘就（元亀3年（1572年）から合流）
- 日根野盛就
- 梅戸高資
- 服部政光（尾張服部党）
- 石橋義忠
- 大島親崇（伊勢大島城主）
- 伊藤祐雅（加路戸城主）
- 大木兼能

## 千人塚
桑名市多度町下野代にある野志里神社の境内には、「千人塚」と刻まれた石碑が立っている。これは長島一向一揆の際に討死した人々を祀っているとされている。

## 題材とした作品
- 十楽の夢（岩井三四二）